# Caiophora madrequisa
Caiophora madrequisa är en brännreveväxtart som beskrevs av Ellsworth Paine Killip. Caiophora madrequisa ingår i släktet Caiophora och familjen brännreveväxter. Inga underarter finns listade i Catalogue of Life.